# Emersacker
Emersacker este o comună aflată în districtul Augsburg, landul Bavaria, Germania.